# ダンベル何キロ持てる?
『ダンベル何キロ持てる？』（ダンベルなんキロもてる）は、原作サンドロビッチ・ヤバ子、作画MAAMによる日本の漫画作品。公式な略称はないが、ロケットニュースでは「ダン持て」が用いられている。2016年8月5日から小学館のコミックアプリ『マンガワン』および漫画配信サイト『裏サンデー』にて連載中。原作者のWeb漫画『求道の拳（ぐどう の こぶし）』やマンガワン掲載中の『ケンガンアシュラ』、『ケンガンオメガ』、『一勝千金』とも世界観を共有している。

## あらすじ
食べることが大好きな皇桜女学院の女子高生・紗倉ひびきは、友人の上原彩也香から最近太り気味であることを指摘される。ダイエットのために一念発起したひびきが近所に新しく出来たシルバーマンジムの見学に行くと、そこには同じ学校に通う優等生の奏流院朱美も見学に訪れていた。シルバーマンジムはボディビルダーやプロ格闘家が集う本格的な筋力トレーニングジムだった。筋肉フェチの朱美は喜ぶが、ひびきは怖気づいてやめようとする。そこへ一見爽やかイケメンだが体がゴリマッチョのトレーナー街雄鳴造があらわれる。街雄に心惹かれたひびきは、ジムに入会。コスプレが趣味の教師立花里美、ロシアからの留学生ジーナ・ボイドも仲間に加わり、ひびきは彼女たちと共に筋トレの世界にのめりこんでいく。

## 登場人物
声の項はテレビアニメ版の声優。

### 皇桜女学院

#### 学生
紗倉 ひびき（さくら ひびき）
声 - ファイルーズあい
本作の主人公。皇桜女学院2年B組所属の女子高生。体型はぽっちゃり気味。髪型は長髪ツインテール。たまに着ている物が破けることがある。成績は下の中で、アルファベットをAからLまでしか書けない。好みのタイプは爽やかイケメン。アクション映画マニアでゲーム好き。麻雀やスロットゲームが得意。空腹に成ると力が入らない。くじ引きで学級委員になっているが、仕事が全く無かったので自分の役職を忘れていた。作中でのポジションはツッコミ役となっている。
食べ歩きが趣味で、1日に6食も食べるフードファイターじみた大食らい。運動不足が祟って体重の増加が気になり始め、シルバーマンジムに通い始める。トレーニングを続けて筋肉は順調についているが、食欲が運動量を上回ってしまうため、ぽっちゃり体型にはなかなか変化が見られない。昆虫食も平気。
超規格外の身体能力の持ち主で、素人ながらサンドバッグやパンチングマシーンを破壊してしまうほどのハードパンチャーで、飛び入り参加した肉乃島の美人コンテストでも特技として披露した。またダンクシュートを決められるだけのジャンプ力、サンドバッグ人形をミドルキックで両断するキック力がある。ただし動体視力や運動神経が悪いためにいまいちポテンシャルを発揮しきれない。得意なスポーツはボウリングで、マイボール持ちのガチ勢である。
買い食い費用を稼ぐため、脱サラした兄が営む焼肉屋で週5のバイトに明け暮れている。物欲が絡むとやる気を出すタイプ。
霊感がかなり強いようで、霊力が薄まった状態の忠勝でも目視することが出来る。
当初、朱美の筋肉フェチぶりには引いていたが、次第に毒されつつある。街雄の発達しすぎた筋肉にも引いていたが、冬ごろから彼のことが少しずつ気になるようになっていく。現在の夢は街雄と同じようにアメリカの大学でスポーツ理論を学ぶことだが、前述の学力の低さから周囲には無理だと思われている。
奏流院 朱美（そうりゅういん あけみ）
声 - 雨宮天
皇桜女学院2年A組所属の女子高生。文武両道・才色兼備の優等生で、モデル顔負けのスタイルの持ち主。黒髪のストレートロング。『ケンガンアシュラ』に登場する当学院の理事長「奏流院 紫音」を姉に持つお嬢様。学校では生徒会の会長も務める。
姉の影響や、たまたま見たボディビルディング大会がきっかけで、超重度の筋肉フェチになる。好みの部位は大胸筋。ジム歴は1年で、元々は別のジムに通っていたが、近場にシルバーマンジムが出来たことから移籍した。筋肉に対する知識が豊富で、筋トレ初心者であるひびきに対して正しいトレーニング法や食事法を伝授する。後に筋トレのできる環境を作る部活動として「筋トレ部」を立ち上げ、旧体育館をまるごと1棟もらって活動できるように許可を取り、ジム仲間や生徒会役員全員を部員とした。
中学時代は特別運動していた訳ではないが、持ち前の優れた運動神経で色々な部活で助っ人を頼まれては好成績を残してきた。筋肉に裏打ちされた身体能力は非常に高く、倒立腕立て伏せを軽々とこなし、これは飛び入り参加した肉乃島の美人コンテストでも披露し、最後にベンチプレス対決でひびきに勝利しコンテストに優勝する。
実は学生4人組の中で一番の変態で、筋肉が絡むと人が変わる。街雄に対して恋愛感情はないが発達した大胸筋に惚れ込んでおり、しばらく見ていないと禁断症状を起こす。将来の夢は、（一応ジョークらしいが）「筋肉保管生命体の大胸筋部分担当」。生きとし生ける全てのものに筋トレの喜びを知って欲しいと思っており、彩也香には「筋肉の伝道師」「頭のいい馬鹿」と評される。
霊感は弱く、普段は忠勝を認識しているが、神聖な場所で霊力が薄まっていると声も姿も認識が出来なくなる。
両親は世界旅行中なので、現在は広大な豪邸で姉と二人暮らししている。就寝用の自室だけでひびきの自宅が4つは収まるほど広く、私物はクローゼットルームに置いているため、壁一面にペナソニックと共同開発した超大画面テレビが取り付けられている以外はベッドしかない。
アルバイト感覚で会社経営をしており、GWを前に一部上場を達成している。
上原 彩也香（うえはら あやか）
声 - 石上静香
皇桜女学院2年B組所属の女子高生。ひびきの親友。筋肉質なスリム体型で、特に腹筋は鍛えられている。茶髪のロングヘアーで普段は頭の上でお団子にしている。ひびきと同じくアクション映画マニアでゲーム好き。歌は演歌が好き。
父親が元プロボクサーで、実家は世界チャンピオン（『求道の拳』に登場する真備覇楽（まび はぐら）や『ケンガンアシュラ』のガオラン・ウォンサワットなど）も在籍する名門「光栄ボクシングジム」。自身も父親からボクシングをたたき込まれており、実力はかなりの物。彼女の言う「家業の手伝い」とは所属選手のロードワークのトレーニングアシスタントである。パンチ力ではひびきに一歩譲るが、それでもパンチングマシーンで123という数値を出している。ロードワークをしているため、4人組の中では一番持久力がある。また、幼いころからシューティングゲームで動体視力を鍛えており、アーケードゲーム「MACHO OF THE DEAD」では全国29万人のトップに立つほどの実力を誇る。さらにバッティングセンターでも球速140km/hのボールを軽々と打ち返し、ピッチングも得意。
同じ格闘技経験者としてジーナに親近感を抱いている。ジーナに誘われて出場したアイドルオーディションでは、ジーナとスパーリングをみせた。
実家がシルバーマンジムと提携したため、ひびき達と一緒にトレーニングに通うようになる。格闘技を実践の場で試す機会を伺う、やや危険な思想の持ち主。
重度の高所恐怖症で、特に飛行機が大嫌い。朱美の姉のチャーター機でアメリカ行きが決まった際には1人居残りし、ロシア旅行で飛行機に乗せられた際には奇声を発して暴れ、途中でパラシュート降下を試みるなどの奇行を起こした。奇行は他に飛び入り参加した肉乃島の美人コンテストであぶない水着を着てドラゴンフラッグを見せようとする（結果失格となる）など。
ジーナ・ボイド
声 - 東山奈央
ロシア出身の17歳の少女。反動を用いたトレーニングで神経が重点的に鍛えられている。銀髪のボブカット。日本の文化が大好き。5人姉妹の長女で、身長以外の外見が瓜二つなので「リアルマトリョーシカ」に例えられる。
シルバーマンジムモスクワ支部のサンボクラスに通っており、趣味のアームレスリングも強く同世代では負けなしだった。日本で開催されたシルバーマンジム主催のアームレスリング大会に参加、旅費を補填するために女子部優勝を狙う（参加者不足のため1回戦=決勝戦）もひびきに敗北し、リベンジを誓う。数日後には日本への留学を決めクレムリン西高校から皇桜女学院2年A組に転入、紗倉家にホームステイすることになる。
「ハラショー」が口癖。当初はステレオタイプなロシア人のイメージを崩さないようキャラを作っていたが、自分が没個性なのではないかと思って以降は定期的にキャラを変えている。『ケンガンアシュラ』にも登場するペーチン首相を尊敬しており、座右の銘は彼の発言「とにかくがんばれ」。もともとロシアの進学校に通っていたので頭は良く、ロシア語と日本語を話せるバイリンガルで、運動神経もいい美少女と、非常に高スペックなのだが、面白外国人枠に収まってしまいポテンシャルを無駄にしている。
日本のアニメを見て日本語を覚えたため流暢な日本語を話せるが、ジャッキー・チェンの映画で日本文化への理解を深めたため方向性がおかしなことになっている（香港が日本の都市であると思っているなど）。将来の夢はカンフー映画に出演することだが、単行本第4巻では「映画はあまり観ない」と発言する場面もある。アイドルやコスプレも好きで、里美=リコであることをすぐに見抜いた。日本でアイドルになることが夢で、ひびき、朱美、彩也香、里美を巻き込んで「筋肉少女隊」を結成し、オーディションや隠し芸大会に参加している。後に「露西亜亭ハラショー」のコスプレネームでコスプレイヤーデビューを果たす。その他にも小説家を目指して勉強している。何故か日本人であるひびき達以上にプロレスや関東圏の暴走族の勢力図に詳しく、時に解説役と化す。
叔父は『ケンガンアシュラ』に登場する元キックボクサーのイワン・カラエフ。また、同作に登場する徳尾徳道とは同じ名門サンボジムの門下生である。
星奈 えいみ（ほしな えいみ）
生徒会副会長。2年F組所属。高身長のスリム体型。リアクションを取る時は必ず大声で叫ぶという強烈なキャラクター。
朱美に好意を抱くストーカーだが、大声で愛を公言している割に、近づきすぎて想いがバレるのが怖いとジム通いを拒んでいて、同じシルバーマンジムに通うひびきに嫉妬している。朱美の筋肉は最高にソソると、彼女が会議に集中せず筋トレを始めても注意すらしない。ただ、当の朱美だけは冗談で言っているとしか思っていない。朱美の元ストーカーである藍とは仲が悪い。
実は超ポンコツ。生徒会役員でありながら成績はひびきより悪く、運動も非常に不得意で、歌も苦手。プレッシャーにも弱く、演劇に参加しようとした時には知恵熱を出して倒れてしまっている。
自動二輪車の免許を所持しており、チョッパーバイクで通学している。
松田 彗（まつだ けい）
生徒会書記。1年C組所属。低めのテンションを変えることなく、結構怖いことを言う。

#### 教師
立花 里美（たちばな さとみ）
声 - 堀江由衣
皇桜女学院の世界史の女性教師。29歳。好みのタイプは爽やかイケメンだが、彼氏は無しで、婚期を焦っている。コスプレが趣味で「百合亞リコ（ゆりあ リコ）」のコスプレネームで活動する人気コスプレイヤー。限りなくエロ寄りの自作衣装で各種イベントに参加している。趣味のことは基本的に隠しており、知っているのは世話になっている整骨院院長で『求道の拳』『ケンガンアシュラ』にも登場する暮石光世など極僅か。
コスプレのためにダイエットをしようとシルバーマンジムへ見学にいき、街雄のルックスに惹かれて入会しジム通いを始める。当初はプライベートで教え子と関わることに抵抗があったが、次第に打ち解けて友達のような付き合いになる。ただしコスプレ趣味を隠したために「ハードコアな趣味がある」「BL好き」と言うあらぬ誤解を受けている。第100話以降は筋トレ部の顧問をすることになる。
無償の善意を信用出来ないなどかなり屈折した性格で、勝負事となると熱くなりすぎる悪癖がある。ひびきと共にツッコミ役となっている。
目元のほくろで感づかれてコスプレ趣味がジーナにバレて彼女のアイドル計画に参加することになってしまったが、顔出しNGと言うことで剣道の面や覆面を被って素性を隠している。レイヤーの撮影イベントの際、自身のうっかりが原因で坂口めいにも正体がバレてしまった。
自炊は一切しないらしく、自宅の冷蔵庫に入っているのはすべて酒類で、食料品はおろか缶詰や調味料すら常備されていない。週末は一人でダラダラ過ごすことを贅沢とし、昼からビール、昼食は宅配ピザ、夕食は昼のピザの残り、といった自堕落な生活をしている。
スマホアプリで覚えたと言う将棋は「相撲で例えたら幕下中位くらい」とかなりの強さで、右四間を得意とする。るみかと2人で「デブケツコンビ」と呉 夜叉と名付けられた。
愛菜 るみか（あいな るみか）
声 - 戸松遥
皇桜女学院2年B組の担任教師。元ヤン。30歳独身で婚期を焦っている。悪気はないが失言が口をついて出てしまうタイプ。最近脇腹のたるみが気になっている。
里美が落とした会員証をジムに届けに行ったのがきっかけでシルバーマンジムに入会。普段は家の近くにある支部に通っているが、たまに皆のところにも顔を出している。里美と2人で「デブケツコンビ」と呉 夜叉と名付けられた。
呉 夜叉（くれ やくしゃ）
声 - 大原さやか
皇桜女学院2年A組の担任教師。34歳既婚2児あり。京都出身。
細目の清楚な和風美人と言った外見で、学校では着物を着ている。意外と毒舌で、名前が判明している皇桜女学院女性教師の中では最年長だが、中年女性扱いすると白目と黒目が反転したあぶない表情を浮かべて静かに怒る。体型維持のため、るみかと一緒にシルバーマンジムに入会した。
スタイルが良くプロアスリート並みの筋肉量と身体能力の持ち主で、トレーニングや山登りでも疲労している様子が一切見られない。元戦国武将の忠勝や、それと同じくらい強いジェイソンをスパーリングでミンチして、「いい運動」とこぼすほど劇強。林間学校に不審者が出没した際には、(不審者の正体はハーンノルド・ドゲゲンチョネッガー) 山狩りを行うために明らかにヤバそうな見た目の「昔の仲間」を呼び集めた。
実は『ケンガンアシュラ』などに登場した暗殺集団・呉一族の現当主である呉恵利央の孫娘で、同作に登場する呉迦楼羅の母親。本作では一族の集まりに参加していたり、迦楼羅含む家族と共に卓を囲んでいる場面が見られる。『ケンガンアシュラ』単行本第24巻のおまけ4コマによれば、「34歳、職業…殺し屋兼教師、得意な武器…薙刀」とのこと。『ケンガンオメガ』では第55話にて家族と共に登場している。

### シルバーマンジム
街雄 鳴造（まちお なるぞう）
声 - 石川界人
シルバーマンジムのトレーナー。顔立ちは爽やかイケメンのほどよい好青年だが、首から下は筋骨隆々のゴリマッチョと言う合成写真のような体格が特徴。
絵に描いたような人格者であり、服さえ着ていれば着痩せするかの如くマッチョな体型を感じさせない痩身の青年に見える。だが、トレーニングの解説の中でボディービルのポーズを交えつつ服を脱ぎ筋肉を見せつける癖があり、時には路上でもポージングし始める。朱美曰く、知性を持った筋肉みたいなもの。友人に誘われて参加したイベントで『極度の筋』の登場人物「筋王様」のコスプレを披露したところ、再現度の高さからちょっとした有名人になった。僧帽筋でスイカを器用にリフティングするという特技を持つ。『ケンガンアシュラ』に登場する氷室涼が勤務するバー「大宇宙」の常連で、仕事終わりに通ってプロテインを飲んでいる。
高校時代はアメフト部に所属しており、当時からすでにマッチョだった。高校卒業後はアメリカに留学してスポーツ理論を学んでいた。トレーナーを目指し始めたひびきの夢を、登場人物の中でほぼ唯一真剣に応援している。
家業は「益荒神社」という神社の神職（社家）で、自身も神職としての資格を持つ。年末年始は家の手伝いをしており、参拝客からは「マッスル大明神」と呼ばれている。霊的な気配を感知すると大胸筋が自然とパンプアップする体質（自称「大胸筋レーダー」）で、「お祓いトレーニング」による除霊もできる。
ムジテレビの「でかいでかいばぁるく」ではトレーナー役の「筋肉の神・ナルゾウさん」としてCG出演しているが、クオリティが90年代初頭レベル。以降も出入の企画に人外役でたびたび出演する。
テレビアニメでは番組内で「肉のおにーさんだよー！」で始まる「街雄の筋肉講座」なるコーナーを担当。
ジェイソン・スゲエサム
声 - 中村悠一
ドゲゲンチョネッガーの秘書兼役者。頭頂部と左目に傷のある禿頭のマッチョ。
ハリウッドでのボディビル大会の後、街尾のトレーニングサポートを命じられ再来日する。当初は「用のないときはシルバーマンジムで背景のモブマッチョに溶け込んでいる」と言っていたが、トレーナー役としてレギュラーになっている。「ハッスルマッスル」というワードを流行させたいらしい。ムジテレビの番組に勝手に乱入したせいで来日早々逮捕されてしまうが、無事に釈放された。
後にジムに入会した忠勝とのキャラ被りを気にしているが、仲は良く、かくし芸大会からは「日米不沈艦コンビ」と呼ばれるようになる。
実はかなりの強さの持ち主で、元戦国武将の忠勝と同じくらいの実力者とされ、暴走族の集団を2人で殲滅できる。修行で白薔薇山大山寺を訪れたことがあり、その際に「自栄（じえい）」の戒名を賜っている。その際に擬態の技を学んでおり、時々壊れたトレーニング機器になりすましている。よく天然で女性陣の地雷を踏みぬくような発言をし、女性陣の逆鱗に触れボコボコにされている。出入 苦多朗と良く連んで悪巧みをするが、大抵は上手くいかない。
坂口 めい（さかぐち めい）
芸能事務所に所属するプロコスプレイヤー。本名非公開。26歳。元はインディーズ系アイドルやグラビアアイドルを経験したが実績を残せず、最後の望みをかけて挑んだコスプレイヤー路線で知名度を高めた。現在の目標はマルチタレント枠に転身して芸能界のテッペンを取ること。上昇志向が強く計算高い性格で、レイヤー界隈では「黒い性格」で知られており登場初期はブラックな表情を見せることもあったが、その後そういった顔は見せなくなった。変人揃いの中で周りの勢いについて行けないことが多くツッコミ役となっているが、口には出さず心の中だけでツッコむことが多い。
出入や伊吹に取り入るために「筋肉王決定戦」に参加。学生時代は陸上部所属で運動神経には自信があったが、一回戦で朱美とジーナに惨敗。その後、肉体派タレント枠を目指し、出入の紹介でシルバーマンジムに入会する。ジムのかくし芸大会では、テレビでは絶対にできないような芸を披露して優勝をさらった。
ムジテレビの「でかいでかいばぁるく」にはアシスタント役で出演する。また、新春時代劇「幕末青春物語」でサブヒロインの「おめい」を演じた際、組体操のようなマッスル神輿に乗って江戸の街を練り歩くシーンを撮ったことで女優としての地位を確立することになる。何気に出入 苦多朗とは気が合い、仲が良い。
豊田 忠勝（とよだ ただかつ）
戦国マニアの間ではたびたび最強武将として名が上がる知る人ぞ知る名将。戦の天才であったが、敵将の卑劣な罠によって落命した悲運の武将。今川家の家臣だったが当主の義元には覚えられていなかった。生前は全くモテなかったため、リアルが充実した男女に厳しい。
その首は肉肉寺に祀られていたが、無念と憎悪から怨霊と化し、「封印の石碑」が土台の風化で倒れたことで数百年の時を経て復活、肝試しに来ていたジーナへ憑依する。「本物」のお化けとして肝試し参加者を死ぬほど怖がらせようとしたが、街雄の「お祓いトレーニング」なるフロアプレスで行動を起こす前に浄化され、邪気が抜け落ちた後は街雄に恩返しするためにシルバーマンジムに入会する。
本人は幽霊であることを隠すつもりがないのだが、幽霊だと気付いているのはひびきと出入だけ。神社などの神聖な場所にいると霊力が薄まってしまうため、霊感のない人間からは見えなくなり、霊感の強い人には透けて見える。他人に憑依することもできるが、失敗すると自分と相手の両方が死ぬので使わない。身体構造には謎が多く、骨があるかは不明だが、スマホでエロサイトを見過ぎてストレートネックを患い、姿勢が歪んでいる。
当初は無職であり、世間体を気にして就職活動に励んだ結果、霊園の管理人に採用され、「住人」である他の幽霊とも仲良くやっている。
元戦国武将だけあってかなり強く、暴走族の集団をジェイソンと一緒に殲滅できるほどの実力者。しかし、夜叉や心春には敵わない。
将棋や囲碁が強く（将棋の腕は、本人曰く「ボクシングで例えるならメジャー団体へヴィー級世界ランカー」）、得意な戦法は雁木。霊感の強いひびきと組んでアマチュア将棋大会に参加するが、決勝で金田に敗れ準優勝に終わる。
『ケンガンオメガ』に登場する実業家の豊田出光は一族の末裔。
宇都宮 心春（うつのみや こはる）
シルバーマンジム京都支部の女性トレーナー。街雄の後輩で、色々なスポーツで実績を残しているスーパーアスリート。
高校生ならトップクラスの格闘家である彩也香とジーナを相手に連続でガチスパーリングをして圧勝し、かなり強いジェイソンと忠勝を一蹴するほど強く、夜叉と同じレベルの激強に分類される。かくし芸大会の際は、ナナとのスペシャルマッチを行った（結果は引き分け）。200キログラムのバーベルで、ベンチプレスとスクワットを余裕でこなす。
ヤクザ映画が大好きで、『仁義なきバトル』の筋トレシーンに影響されて筋トレを始めた。普段は京都弁だが、映画の影響で時々インチキ広島弁を喋る（広島に住んだことはない）。
ドゲちゃんが監督脚本を務める新作映画「マッスルモンスター東京に行く」のヒロインを依頼される。

### その他
上原 ナナ（うえはら ナナ）
声 - 佐藤利奈
彩也香の姉。街雄とは小・中・高の同級生。家業のボクシングジムを手伝っており、かなりスパルタ。ひびきにボクサーとしての才能を感じて目をかけており、彼女には食事制限を設けず実質体重の上限のない女子ヘヴィー級で世界を目指してもらいたいと思っている。
出入 苦多朗（でいれ くたろう）
声 - 吉野裕行
ムジテレビのディレクター。視聴率に貪欲。運動歴が一切なく、枝のように細い貧弱な体格をしている。
「なんかすごいアイドル公開オーディション」のディレクターをしていたときに参加者だったジーナ達「筋肉少女隊」と出会う。この時は「普通」なアイドル志願者ばかりが出場していたことで退屈していたが、本気のスパーリングやベンチプレスにデッドリフトを披露するのはさすがにぶっ飛びすぎと彼女たちを不合格にした。新春かくし芸大会の生放送で再会。予想外の高視聴率を獲得したことが契機となり、彼女たちのトレーニングを主題とする番組制作に関わることになるが、なぜか自分まで巻き込まれトレーニングに励むことになる。
手がけた番組は本人の企画とはかけ離れた内容になってしまうのだが、結果的に立て続けに当たったことで局内で「視聴率請負人」と持て囃されるようになり、毎日のようにとんでもない量の案件が集まって非常に多忙になっている。なぜか大ヒットした番組は街尾が人外役で登場するという共通点がある。大口のスポンサーである伊吹には頭が上がらず、妹のひびきにも媚びている。ジェイソンと良く連んで悪巧みをするが、大抵は上手くいかない。
ハーンノルド・ドゲゲンチョネッガー
声 - 玄田哲章
アクション映画「七人のコマンドー」シリーズの主演俳優。コアなアクション映画マニアにはファンも多いが、一般層への知名度は低く、本人いわく、里美の観た「未来からやってきたロボットが少年を守るために戦う映画」の主演俳優とは別人とのこと。日本での愛称は「ドゲちゃん」。特注のダンベルを握力でひしゃげさせるほどのパワーの持ち主。その強さは、彩也香やジーナを4回戦ボクサーレベルの実力とすると、ボクシング世界チャンピオンどころかヒグマレベルとされる。知人からは「Sir」と呼ばれている。
街雄とは彼が留学していたころに師弟関係にあった。お互い連絡先を入れていた携帯電話を破損していたため長い間音信不通だったが、テレビ番組（アニメ版ではシルバーマンジムのサイト）で彼の居場所を知り自身が主催するボディービル大会への参加を要請するため日本を訪れる。
出入が製作し伊吹がスポンサーになったムジテレビの新番組「ほのぼのマッスル散歩」の主演を引き受けて再来日。その際、ひびきの突出した身体能力、人並み外れた食欲、無限に増やせる体重を見込んで、ボディビルの弟子になるよう誘う。また、インド映画リスペクトの「山男のポルカ」の役作りのために日本で山籠りをしていた時、林間学校に来ていた皇桜女学院生から不審者に間違われ、夜叉が差し向けた山狩りから逃げ回る羽目になった。
紗倉 伊吹（さくら いぶき）
ひびきの兄。6月6日生まれ。モデル体型の美形。街尾やナナは高校の同級生。京都の大学で経済学を学んだ後、東京の商社に勤めてから脱サラして焼肉屋「炭火焼肉さくら」を開業。超高層マンションを一棟まるごと所有しており、最近ではやり手青年実業家として噂になっている。その収益を元に「筋肉王決定戦」というテレビ番組のスポンサーとして、賞金1000万円を男女別で提供した。後にカラオケ店もオープン。
重度の中二病で、ひびきのことを一々「血を分けし我が妹」と呼んだり、雑多な二つ名を自分につけていたりと、「容姿にステータスを全振りした」と言われるほど。実家には黒魔術の儀式にでも使うかのような怪しげな道具を大量に保管している。実は非常に歌が上手いが、そのビジュアルに反してカラオケの選曲は演歌やムード歌謡に偏る。
腕腕（わんわん）
「でかいでかいばぁるく」のマスコットキャラクター。頭部は犬で、首から下が筋骨隆々という気持ち悪い着ぐるみ。関西人。番組中は何の仕事をしないという、謎の立ち位置。
霊王寺 藍（れいおうじ あい）
京都にある名門女子高「菊皇女学園」の3年生。感情の起伏が激しい。運動が得意で、中学時代は色々な部活の助っ人として何度も優勝を飾っていた。しかし、1学年下の朱美と出会ってからは一度も勝つことができなくなり、高校に入ってからは競技への出場をしなくなった彼女の行方を追っていた。そして、朱美たちがアイドルとしてメディアに出演したのを見てからはストーカー化し、高校名から行動予測をして映画村で彼女を待ち受ける。一方の朱美の側からは存在を完全に忘れられていた。映画村でのボルダリング勝負でも、ストーキングで付いてきた宿泊先ホテルでの卓球勝負でも負けて諦めたかに見えたが、結局は友人として観光案内するという形式で翌日からも付きまとう。
クリスタル・ガーソン
声 - 内田秀
日本に留学中のロシア人大学生。ミス肉乃島コンテストに参加してコサックダンスを披露し、後発でネタが被ったジーナを滑らせた。入会無料キャンペーンをやっていたモスクワの名門サンボジムでジーナと再会し、やたらと面白ロシア人キャラ枠を競いたがる彼女に困惑しつつも、サンボ勝負によるリベンジを受けた。
コアラ山嵐
「筋肉界の虎」を自称するマッチョなヨンチューバー。名前がコアラなのか虎なのかヤマアラシなのかハッキリしなかったり、豪雪の降る路上でホッキョクグマと一緒に筋トレ動画を撮っていたりと、かなり突っ込みどころの多い人物。
栄栄（えいえい）
白薔薇山大山寺の住職。105歳。ジェイソンに擬態の技を教えた。
初登場は『ケンガンアシュラ』第225話。
大栄（だいえい）&北栄（ほくえい）
大山寺の修行僧。ジェイソンっぽい「ですぞ」語尾が特徴で、わずか1日でひびきと里美をジェイソン化させた。
初登場は『ケンガンアシュラ』第225話。“怪僧”の異名を持つコンビのボディーガードとしても活動していることが、『ケンガンオメガ』第55話にて語られている。
椎名 花恋（しいな かれん）
栃木の走り屋「泡姫（マーメイド）」の3代目総長。キックボクシング経験者で、「栃木のロイド・ヴァン・ダム」の異名を持つ。勝てない勝負はしない主義。同盟チーム「爆音地帯」を叩きのめしたジェイソンと忠勝に敵討ちするためシルバーマンジムに殴り込み、夜叉と心春にミンチにされていた2人の代理で対戦相手に指名されたひびきと戦おうとするが、彼女の殺人的パワーを目の当たりにして戦う前に降参する。ひびきの力を見込んで爆裂天女に代理メンバーとして参加してもらう。
『ケンガンアシュラ』に登場する2代目総長・竹丸美姫の後継者。
明日花 まひな
泡姫のライバルチームである群馬のレディース「ブラッディーマリアンヌ」の3代目総長。爆裂天女の予選でひびきと勝負しようするが、花恋から映像で規格外のパワーを見せられて、得意の手押し相撲勝負を提案。だが、群馬最強と言われた手筋を披露する暇もなくひびきに突き飛ばされ、地面に4回バウンドして生垣に突っ込み戦闘不能になる。
今川 義元（いまがわ よしもと）
街尾のサイドチェストで時空の壁を越えてタイムスリップしたひびきと彩也香を捕らえた戦国武将。「海道一の弓取り」の異名を持つ有名人だが、両者とも日本史の成績が「1」だったため、誰か分からなかった。ようやく思い出したひびきにとっては「織田信長にやられる人」「時代劇だと大体悪役か小物」という認識で、ひびきの無礼な発言に怒って手打ちにしようとするが、逆に執拗なローキックや延髄斬りは許すという妙な度量を持つ。
間違った訓練によって兵士が疲弊し貧弱になっていたが、ひびきと彩也香が伝えた未来の筋トレ知識を得ることで今川軍は屈強な巨漢揃いの集団となり、自身もまたマッチョな巨漢に変貌する。また、歴史を改変したことで本来死ぬはずだった桶狭間の戦いが発生せず、未来まで変わり始める。
織田 信長（おだ のぶなが）
尾張国の戦国大名。桶狭間の戦いで今川義元を破るはずだったが、戦自体がなくなったため、言いようのない違和感を感じていた。気になってジムと化した今川館へ潜入調査を行い、体験入会で筋トレを学んで今の練度では今川に勝てないと尾張でも筋トレを推奨する。
柴田 勝家（しばた かついえ）
信長の家臣。何故か今川と戦う夢をよく見るようになり、信長と共に今川館に潜入した。
小津 俊夫（おづ としお）
声 - 飛田展男
『ケンガンアシュラ』の登場人物としておなじみであるが、こちらの物語ではジムや市民施設がのきなみ臨時休業のため、朱美がひびき達を家に招待してトレーニングを行おうと提案。その際に姉の紫音の本だと言って、おもに専用器具を使わなくてもできるトレーニング用の参考に持ってきた本の著者として登場。その著書『筋肉で読め-部位別トレーニング辞典』（帯には「格闘家 池内面太郎絶賛!!!」の文字が）は、著者近影の姿やなぜか小津の袋とじグラビアも綴じ込みでついているなどいろいろつっこみどころも多い書籍。付録に小津が出演し解説する映像を収録したDVD（なお映像では小津の年齢は42歳）が付いている。付録映像ではケンガンアシュラ同様、皇桜女子大学文学部英文学科准教授兼皇桜学園グループ闘技者採用試験官という肩書きで紹介されている。著作はその他『筋肉で学ぶ英文学』など。
新 擦太郎（しん さするたろう ）
声 - 西村知道
空港の入国審査官。このみち30年のベテラン。ジーナやドゲゲンチョネッガーが来日した際の入国審査を担当。
ペーチン首相
『ケンガンアシュラ』に登場するが、こちらではジーナの回想に度々登場。ペーチンの「とにかく頑張れ」がジーナの座右の銘になっている。
関林 ジュン
声 - 山根雅史
『ケンガンアシュラ』に登場するレスラーであるが、朱美の語る食事の大切さを思い浮かべる際に、目布を施されて登場。またプロレスの見学に来ていたひびき達にプロレスの紹介と指導をおこなっている。
イワン・カラエフ
ジーナの叔父で、『ケンガンアシュラ』の登場人物。SH冷凍という会社で副社長をしており、職場体験に来たひびきたちを案内してい
中澤 凛（なかざわ りん）
パチンコ版から登場。紗倉ひびきのライバル。原作にも登場した。ひびきの兄・伊吹が経営する焼肉屋の常連客。イケメン店長である伊吹に惚れており、伊吹目当てに店に通っている。伊吹と親しげに会話するひびきに対し、兄妹であることを知らずに嫉妬して対抗意識を燃やし、店に通い続けた結果、肉の食べ過ぎで体重が激増してしまったことからひびきを敵視する。
荒流院 楓（こうりゅういん かえで）
パチンコ版から登場。奏流院朱美のライバル。荒流院家が、奏流院家の分家ということを気にしており奏流院朱美と敵対する。
一橋 杏（ひとつばし きょう）
パチンコ版から登場。上原彩也香のライバル。ゲーマーでボクシングも得意。

## 用語
皇桜女学院（こうようじょがくいん）
首括（くびくくり）市に所在する女子高校で、『ケンガンアシュラ』にも登場する「皇桜学園グループ」の高等部。
敷地は非常に広く、学校内に遭難しそうなほど大きな雑木林がある。また、大森林地帯と隣接しているためか、校内にクマ出没注意の標識が立っている。
制服は、夏服はブラウスに蝶ネクタイ風のリボン、冬服はセーラー服。
理事長の紫音の意向で学生の習い事を推奨しており、申請することによって理事長のポケットマネーから補助金が支給される。待遇は習い事の内容によるが、スポーツ関連のものほど援助額が増え、ジム会費やトレーニング関連の買い物であれば（理事長の趣味により）全額負担される。また、資材調達部が存在するなど、商社のような面を持っている。
修学旅行は京都に行き、モットーである「自主性の尊重」のため、4日間の旅行中は一切の団体行動なしで完全自由行動という方針になった。
筋トレ部
皇桜女学院の筋肉をレベルアップさせるために第100話で朱美が立ち上げた、筋トレのできる環境を作る部活動。理事会への申請書には百科事典並みに分厚い資料を添えて提出し、即日活動許可が下り、活動場所として雑木林の中に建てられた旧体育館まるごと1棟が与えられている。部活動ではあるが学校関係者が全員使えるジムにするつもりで、筋トレ器具は全額学校側が負担、トレーニング専用プールを朱美の会社が作り、朱美の会社と取引のある企業からサプリメントを仕入れて無料提供する予定。現在の部員は発起人の朱美のほか、ひびき、彩也華、ジーナ、えいみ、慧。顧問は里美。
シルバーマンジム
皇桜学園最寄の駅前に出来た世界一の設備を誇るトレーニングジムで、現役ボディビルダーやプロ格闘家が在籍している。会費はそれなりに高額である。毎月第3月曜日は休館日。
建物には巨大でマッチョなボディビルダーの像がそびえる。プロテインを飲めるバーが設置されている。
海外支部も存在し、日本では公式ルールに則った会員のアームレスリング大会も開催された。
愛の宮殿
シルバーマンジムの研修施設で、トレーナーの卵である新入社員がジムのトレーナーから指導を受ける場所。ただし、建物の外観はラブホテルにしか見えない。

光栄ボクシングジム
彩也香の実家で、元ボクサーの父が経営している名門ボクシングジム。『求道の拳』の真備覇楽や『ケンガンアシュラ』のガオラン・ウォンサワットなど世界チャンプも何人か在籍している。門下生が増え手狭になってきたことから、シルバーマンジムと提携しボクシングクラスを開校した。
極度の筋
トレーニー（筋トレをする人、の意味）のバイブル『月刊 筋肉野郎』で連載される世界初の筋肉漫画。里美は全く知らなかったが、一般での知名度もかなり高い人気漫画らしい。
益荒神社（ますらじんじゃ）
紗倉家の近くの、雲を突くような高山の山中に建つ歴史ある神社。祭神は「建益来神（タチマスクルカミ）」という筋肉の神。筋肉関係の願いだけでなく恋愛成就にも御利益があるとされており、初詣の時期は半裸のマッチョ達が大勢でとてつもなく長い石段を登って参拝に訪れる。神主は街雄家が務めている。縁日の出店もかなり個性的で、プロテインやダンベルが販売されている。
苦死山（くしさん）
樹海は餓鬼ヶ原、通称死者の山ともよばれているが、学校の課外授業に訪れる。登山ルートを間違えてアスレチックエリアに迷い込んでひびき・里美・るみか3人が遭難しかける。
栃木ディスティニーランド（TDL）
ケンガンアシュラでもおなじみの遊園地・アミューズメント施設。モッキーというキャラクター（声 - 緑川泉）がある。ジムのクリスマスパーティでの抽選一等商品が同施設のペアチケットであった。里美が当選したが有効期限が年内までで、学校は年末多忙のため、朱美にチケットを譲る。朱美はコスプレイベントも行われる同施設に興味を持ち、また「筋王様」以来コスプレに興味を持った鳴造を同イベントに誘うが、結局デートの誘いと思ったひびきたちに里美も加わって皆で制服を着て二人を偵察。その後里美は皆とはぐれてしまうが、一方で制服コスプレを堪能。ところが同じく制服コスプレをしていたるみかと遭遇し、気まずい雰囲気に陥る。
肉乃島（にくのしま）
日本の海域領土にある南の島で、冬休みにジムが企画したツアーで訪れる。東京都にありながら南国気分を味わえるということで、若者に人気の海水浴スポットでもある。毎年ミスターコンテストやミスコンテストが催されて過去のコンテストの模様を収めたDVDも製作されているが、ひびき達が訪れた年はミスターコンテストが参加者が居なくて、ミスコンテストのみ執り行われた。
でかいでかいばぁるく
ムジテレビのネットチャンネルで放送される筋トレ番組。企画は出入、アシスタント役にめい、トレーナーに鳴造（「筋肉の神・ナルゾウさん」役）。コンセプトは「子供もできるトレーニング」だが地上波ではできないほどにエロが溢れ出ている、マスコットの「腕腕」は着ぐるみが気持ち悪い、CGが90年代初頭クオリティ、「筋肉はお前の友だ」という謎のキャッチフレーズ、エンディングに流れる覆面のモブマッチョなど、番組そのものが放送事故に思われたが、世界配信されてなぜか大ヒットする。
キンガンアシュラ
筋肉漫画の1つ。「極度の筋」よりずっと最近に始まった作品だが、既にテレビシリーズと劇場版のアニメーションが制作されている。主人公は十鬼蛇王馬似の「筋馬」、敵キャラは関林ジュン似だが登場人物で一番小柄な「ムキ林」、筋馬のセコンドは非戦闘要員ながら一番高身長でモヒカンのマッチョという顔だけ山下和夫似の「キャズヲ」というわずか3人の登場人物が、ひたすら「筋肉バトル」をするという内容。キャズヲは3人の中で一番筋肉に精通しており、説明役も担当する。
東西南北映画村
ひびき達が京都の修学旅行で訪れた施設。団子が美味しいことで有名で、手裏剣で忍者人形の的を倒すと団子が食べ放題になる。忍者体験としてボルダリングに挑戦できる。
マッスル寺
社会の教科書でもお馴染みだという有名な寺。毎年12月に行われる湯豆腐の大食い大会の会場になっている。
不行神社（いけずじんじゃ）
京都市内に面する神社。京都とは思えない景観の断崖絶壁にあり、駐車場は神社から一山越えたところある。元々は縁結びの神社だったが、筋トレブームに便乗して、筋結びに宗旨替えした。
マッチョ・オブ・ザ・ギャザリング（MTG）
実在のボディビルダーたちがキャラクターとして登場するトレーディングカードゲーム。カードゲームはコストの割に一発当たると大きいので筋肉業界も本格参戦、モデルのビルダー達もカード化されて知名度が上がり、一石二鳥になっている。属性は6種類で、大胸筋→広背筋→腹直筋→大腿四頭筋→上腕二頭筋→大胸筋→・・・の順に強弱があり、どの属性のデッキにも組み込める無属性の脂肪カードもある。街尾も激レアカードとして参加している。
白薔薇山大山寺（しろばらさんだいせんじ）
鎌倉時代より数多の武芸者が修行に訪れた「聖地」。燃え盛る火の中で三日三晩祈祷を続ける「煉獄行」、三日三晩氷水を浴びながら祈祷を続ける「極寒行」といった過酷な修行を行っている。修行者に出される料理は美味しく、おかわりも自由。
『ケンガンアシュラ』でも登場し、黒木が煉獄行を成し遂げている。
爆裂天女
関東のレディースが集まる不良の祭典。予選ではチーム毎に1枚「爆」と書かれた札が渡され、奪われた時点で問答無用で失格となる。勝負の方法は自由だが相手チームの合意が必須で、種目が決まらない場合はステゴロで決着をつける。一見物騒な催しに見えるが、運営者・参加者共にヤンキーだが非暴力的な人間ばかりのため、実際は特技やゲームで競い合うだけの平和的なものである。
代理で参加したひびきが持ち前の怪力で予選・本選と無双したことで、他チームが棄権し「泡姫」が頂点に立った。これによって男子チームの抗争も鎮静化し、代わりにヤンキーの間で空前の筋トレブームが起こり、「大筋肉時代」の幕が上がった。その弊害でヤンキー達がプロテインを買い占めた結果、全国的なプロテイン不足が発生する。

## 書誌情報
- サンドロビッチ・ヤバ子（原作）・MAAM（作画） 『ダンベル何キロ持てる？』 小学館〈裏少年サンデーコミックス〉、既刊20巻（2024年8月19日現在）
  1. 2016年12月19日発売[13]、ISBN 978-4-09-127466-3
  2. 2017年6月12日発売[14]、ISBN 978-4-09-127632-2
  3. 2017年12月12日発売[15]、ISBN 978-4-09-128050-3
  4. 2018年4月12日発売[16]、ISBN 978-4-09-128266-8
  5. 2018年10月19日発売[17]、ISBN 978-4-09-128674-1
  6. 2019年1月18日発売[18]、ISBN 978-4-09-128756-4
  7. 2019年6月19日発売[19]、ISBN 978-4-09-129238-4
  8. 2019年8月8日発売[20]、ISBN 978-4-09-129375-6
  9. 2020年4月10日発売[21]、ISBN 978-4-09-850092-5
  10. 2020年8月12日発売[22]、ISBN 978-4-09-850219-6
  11. 2021年1月19日発売[23]、ISBN 978-4-09-850436-7
  12. 2021年4月12日発売[24]、ISBN 978-4-09-850500-5
  13. 2021年8月11日発売[25]、ISBN 978-4-09-850665-1
  14. 2021年12月10日発売[26]、ISBN 978-4-09-850830-3
  15. 2022年5月18日発売[27]、ISBN 978-4-09-851109-9
  16. 2022年7月19日発売[28]、ISBN 978-4-09-851199-0
  17. 2022年12月19日発売[29]、ISBN 978-4-09-851451-9
  18. 2023年4月12日発売[30]、ISBN 978-4-09-852002-2
  19. 2023年9月19日発売[31]、ISBN 978-4-09-852832-5
  20. 2024年8月19日発売[32]、ISBN 978-4-09-853528-6

## テレビアニメ
2019年7月から9月までAT-Xほかにて放送された。ナレーションは玄田哲章。エンディング後は、本編で行った「ジムなどにある機材を用いないトレーニング」の短い復習パートに入る。YouTubeではひびき役のファイルーズあいとお笑い芸人のなかやまきんに君が出演する特別トレーニング動画が定期的に公開されている。
2019年8月21日には、AbemaTVで「『ダンベル何キロ持てる?』筋肉大感謝祭特番」が生放送。9月25日には音泉で「『ダンベル何キロ持てる？』特番ラジオ〜聴くプロテイン！マッスルラーニング！〜」が配信。

### スタッフ
- 原作 - サンドロビッチ・ヤバ子[2]、MAAM（作画）[2]
- 監督・音響監督 - 山﨑みつえ[2][9]
- シリーズ構成・脚本 - 志茂文彦[2]
- キャラクターデザイン - 菊池愛[2]
- プロップデザイン - 中島千明、松本恵[9]
- 美術設定 - 高橋武之[9]
- 美術監督 - 杉浦美穂[9]
- 色彩設計 - 真壁源太[9]
- 撮影監督 - 伊藤邦彦[9]
- 編集 - 武宮むつみ[9]
- 音楽 - 橋本由香利[9]
- 音楽制作 - KADOKAWA
- 音楽プロデューサー - 若林豪
- プロデューサー - 菊島憲文、佐々木礼子、飯塚彩、中東豊和、佐藤裕士、尾形光広
- 制作プロデューサー - 鎌田肇、齊藤真吾
- アニメーション制作 - 動画工房[2]
- 製作 - シルバーマンジム（KADOKAWA、小学館、AT-X、動画工房、NTTぷらら、レイ、角川メディアハウス）[2]

### 主題歌
「お願いマッスル」
紗倉ひびき（ファイルーズあい）、街雄鳴造（石川界人）によるオープニングテーマ。作詞はサイドチェスト烏屋、作曲はサイドチェスト烏屋とシックスパック篠崎、編曲はシックスパック篠崎。
2019年7月11日にYouTubeにて公開されたMV（動画タイトルでは「Muscle Video」となっている）には、筋肉アイドルの才木玲佳と現役ボディビルダーの横川尚隆が出演しているが、同じく才木がMVに出演していた『うちのメイドがウザすぎる!』につながる要素（康弘がつばめを採用する際に家に掲示したタフな女性メイドを採用する求人）が盛り込まれていることからも、インターネット上では話題となった。このMVは、2020年8月4日にアニメソングとしては異例の再生回数1億回、2021年7月7日には再生回数2億回を突破した。
その後、歌い手やYouTuberによるカバーなどでも話題を呼んだ。
「マッチョアネーム？」
街雄鳴造（石川界人）によるエンディングテーマ。作詞はサイドチェスト烏屋、作曲はサイドチェスト烏屋とシックスパック篠崎、編曲はシックスパック篠崎。
「Snow Globe」
第12話のエンディング位置で使用された挿入歌。作詞・作曲・編曲・歌はtea。

### 各話リスト
| 話数   | サブタイトル           | 絵コンテ   | 演出         | 作画監督 | 総作画監督                                          |
| ------ | ---------------------- | ---------- | ------------ | --- | --------------------------------------------------- |
| 第1話  | 筋トレやってみる？     | 山﨑みつえ | 山﨑みつえ   | 工藤裕加 瀧原美樹                                                                                             | 菊池愛                                              |
| 第2話  | プロテイン摂ってみる？ | 野呂純恵   | 野呂純恵     | 平山寛菜 立口徳孝 天﨑まなむ                                                                                  | 天﨑まなむ                                          |
| 第3話  | 先生もダイエットする？ | 吉川博明   | 守田芸成     | 伊澤珠美 | 瀧原美樹 工藤裕加 菊永千里 菊池政芳 海保仁美        |
| 第4話  | 夏休みいい事あった？   | 吉川博明   | 野木森達也   | 鈴木彩乃 助川裕彦                                                                                             | 菊池愛                                              |
| 第5話  | 体育祭何に出る？       | 福田道生   | 鳥羽聡       | 袖山麻美 中本尚                                                                                               | 天﨑まなむ                                          |
| 第6話  | 新しいライバルほしい？ | 野呂純恵   | 野呂純恵     | 立口徳孝 垣内郁美 平塚知哉 久保茉莉子 菅原美智代 宮野健 上野沙弥佳                                            | 工藤裕加 瀧原美樹 菊池愛 菊永千里 菊池政芳 海保仁美 |
| 第7話  | アイドルになりたい？   | 斉藤哲人   | セトウケンジ | 川本由記子 伊澤珠美 舘崎大 曾我篤史 菅原美智代 上野沙弥佳 宮野健 永田文宏                                     | 菊池愛 菊永千里 菊池政芳 海保仁美                   |
| 第8話  | 遭難したらどうする？   | 吉川博明   | 守田芸成     | 宮永あずさ 鈴木彩乃 曾我篤史 平塚知哉 立口徳孝 中田亜希子 中島大智 中本尚                                     | 天﨑まなむ                                          |
| 第9話  | 神を見たことある？     | 宮崎なぎさ | 野木森達哉   | 瀧原美樹 谷口健太 袖山麻美 工藤裕加 菅原美智代 上野沙弥佳 宮野健 池添優子 乘冨梓                              | 瀧原美樹 工藤裕加 菊永千里 菊池政芳 海保仁美        |
| 第10話 | クリスマスはお好き？   | 高柳滋仁   | 鳥羽聡       | 川本由記子 伊澤珠美 舘崎大 曾我篤史 助川裕彦 鈴木彩乃 平塚知哉 立口徳孝                                       | 菊池愛 工藤裕加 菊永千里 菊池政芳 海保仁美          |
| 第11話 | お正月何してる？       | 野呂純恵   | 野呂純恵     | 垣内郁美 曾我篤史 谷口健太 平塚知哉 中田亜希子 袖山麻美 立口徳孝 菅原美智代 上野沙弥佳 宮野健 池添優子 乘冨梓 | 天﨑まなむ 菊永千里 菊池政芳 海保仁美               |
| 第12話 | バーベル何キロ持てる？ | 山﨑みつえ | 山﨑みつえ   | 袖山麻美 伊澤珠美 曾我篤史 立口徳孝 平塚知哉 川本由記子 舘崎大 菅原美智代 上野沙弥佳 池添優子 乘冨梓          | 菊池愛 菊永千里 菊池政芳 海保仁美                   |

### 放送局
| 放送期間               | 放送時間                     | 放送局     | 対象地域 | 備考                                 |
| ---------------------- | ---------------------------- | ---------- | -------- | ------------------------------------ |
| 2019年7月3日 - 9月18日 | 水曜 22:30 - 23:00           | AT-X       | 日本全域 | 製作参加 / CS放送 / リピート放送あり |
|                        | 水曜 23:30 - 木曜 0:00       | TOKYO MX   | 東京都   |                                      |
| 2019年7月4日 - 9月19日 | 木曜 0:00 - 0:30（水曜深夜） | KBS京都    | 京都府   |                                      |
|                        |                              | サンテレビ | 兵庫県   |                                      |
|                        | 木曜 2:05 - 2:35（水曜深夜） | テレビ愛知 | 愛知県   |                                      |
| 2019年7月5日 - 9月20日 | 金曜 0:30 - 1:00（木曜深夜） | BS11       | 日本全域 | BS放送 / 『ANIME+』枠                |

| 配信開始日        | 配信時間           | 配信サイト |
| ----------------- | ------------------ | --- |
| 2019年7月3日      | 水曜 23:00 更新    | ひかりTV |
|                   | 水曜 23:00 - 23:30 | AbemaTV |
| 2019年7月8日      | 月曜 22:30 更新    | dTVチャンネル |
| 2019年7月10日以降 | 不明               | dアニメストア niconico GYAO! FOD バンダイチャンネル Hulu Netflix J:COMオンデマンド ビデオパス アニメ放題 U-NEXT Amazonプライム・ビデオ あにてれ Rakuten TV DMM.com ビデオマーケット HAPPY!動画 ムービーフルplus |

### BD / DVD
| 巻 | 発売日         | 収録話          | 規格品番   | 規格品番   |
| 巻 | 発売日         | 収録話          | BD         | DVD        |
| -- | -------------- | --------------- | ---------- | ---------- |
| 1  | 2019年9月25日  | 第1話 - 第3話   | ZMXZ-13491 | ZMBZ-13501 |
| 2  | 2019年10月25日 | 第4話 - 第6話   | ZMXZ-13492 | ZMBZ-13502 |
| 3  | 2019年11月27日 | 第7話 - 第9話   | ZMXZ-13493 | ZMBZ-13503 |
| 4  | 2019年12月25日 | 第10話 - 第12話 | ZMXZ-13494 | ZMBZ-13504 |

## パチンコ・パチスロ
- Pフィーバーダンベル何キロ持てる？[38]（2023年、SANKYO）
- Lパチスロ ダンベル何キロ持てる？[39]（2024年、SANKYO）